# Polycarpaea gamopetala
Polycarpaea gamopetala är en nejlikväxtart som beskrevs av Jean Berhaut. Polycarpaea gamopetala ingår i släktet Polycarpaea och familjen nejlikväxter. Inga underarter finns listade i Catalogue of Life.